# Perunit
Perunit E je průmyslová trhavina dynamitového typu, kterou lze využít jak v dolech v nevýbušném prostředí, tak na povrchu (použitelnost průmyslových trhavin v tomto ohledu závisí na charakteru povýbuchových zplodin). Za dodržení správných podmínek je použitelná i ve vlhku a vodě. Jedná se o středně silnou trhavinu. Na Slovensko je dodávána pod názvem ECODANUBIT. Trhavinu Perunit vyrábí firma Explosia.
Energie exploze je 4100 kJ/kg (srovnatelná s TNT) a detonační rychlost v relativně širokém průměru (65 mm, bez upnutí) je 6200 m/s. Hustota je minimálně 1,3 g/cm3 a výbušninu lze iniciovat již rozbuškou č. 8.